# Вафен СС
Вафен СС (  – борбени СС) настао је од заштитних одреда Шуцштафел који су представљали личну стражу Адолфа Хитлера. Под руководством Хајнриха Химлера, Вафен СС ће прерасти у јаку војну организацију која је била позната по фанатизму, суровости и бескрупулозности. Упркос значајним резултатима које ће Вафен СС постићи током Другог светског рата, нарочито у борбама на Источном фронту и Нормандији, као и офанзивним дејствима током немачке Арденске офанзиве, њени припадници остаће запамћени по небројеним злочинима почињеним против цивилног становништва и ратних заробљеника.
Након скромних почетака као заштитничка јединица за водство НСДАП-а, Вафен-СС ојачале су у снаге од 38 борбених дивизија са око 950.000 људи, и укључујући неколико елитних јединица. На Нирнбершким суђењима, Вафен-СС био је осуђен као део криминалне организације због великог суделовања у ратним злочинима због чега су ветеранима Вафен-СС-а одузета многа права која су додељена осталим немачким ратним ветеранима.
Сви припадници СС-а су на десној подлактици имали истетовирани број - што мањи број тим виши ранг и историја у СС-у. После рата су многи СС-овци покушавали на разне начине да тај број избришу. Иста метода тетовирања је примењивана и за обележавање логораша али је подлактица била друга.

## Оснивање
Почетком тридесетих година 20. века СС је представљао војно устројен огранак Нацистичке партије чији је значај у Немачкој, а сразмерно са тим и његово чланство, био релативно мало. Међутим, вођа СС Хајнрих Химлер није био задовољан оваквом улогом организације због чега је искористио међусобна трвења у Немачкој тридесетих година како би оснажио положај СС. Порекло Вафен-СС се може пратити до ибора групе од око 120 припадника СС-а који је у марту 1933. извршио Јозеф Дитрих да би основао Специјалну команду Берлин. По именовању за немачког канцелара Адолф Хитлер није имао поверења у јединице Рајхсвера које су биле задужене за његову безбедност. Због тога је наредио да се од припадника СА формира борбена јединица која ће на себе преузети овај задатак. До новембра 1933. ова формација је бројала 800 људи. Ова јединица представљала је Хитлерову „преторијанску гарду“ и била је задужена за његову личну безбедност. Јединица је пратила Хитлера на његовим многобројним путовањима, а из њених редова бирани су Хитлерови возачи, посилни, телохранитељи и др. На годишњици обележавања неуспешног Минхенског пуча, пук се заклео на оданост Хитлеру. У заклетвама се истицало да се заклињу на верност само њему и на послушност до смрти. Ова формација је добила назив Телесна гарда Адолфа Хитлера. По Химлеровом наређењу пук је добио назив СС Телесна гарда Адолфа Хитлера (LSSAH).
Тако је СС играо кључну улогу у Хитлеровом обрачуну са вођом СА одреда Ернстом Ремом и његовим сарадницима. У јуну 1934. године, током „ноћи дугих ножева“, Хитлер је уз помоћ СС ликвидирао свог најозбиљнијег супарника и на тај начин успоставио апсолутну личну доминацију у Немачкој.
Недуго затим широм Немачке основане су СС-ВТ (СС резервне трупе) које су стајале на располагању Адолфу Хитлеру за извршење специјалних задатака у рату и миру. Трећи елемент Вафен-СС, који неће стећи признање све до немачког напада на Француску 1940. године биле су СС-ТКВ (СС јединице мртвачка глава) првобитно формиране од чувара концентрационих логора, које су поред борбених задатака биле задужене и за унутрашњу безбедност.
До 1940. године. Вафен-СС се састојао од четири борбене јединице, СС Телесна гарда Адолфа Хитлера, СС Дојчланд, СС Германија и СС Фирер, као и од четири јединице из састава СС резервних трупа, СС Обербајерн, СС Бранденбург, СС Туринген и СС Остмарк, која је уједно била и прва страна СС јединица формирана од Аустријанаца.

## Вафен-СС корпуси[3]
- 1. СС тенковски корпус
- 2. СС тенковски корпус
- 3. (германски) СС тенковски корпус
- 4. СС тенковски корпус - раније 7. СС тенковски корпус
- 5. СС планински корпус
- 6. СС армијски корпус (летонски)
- 7. СС тенковски корпус - (касније 4. СС тенковски корпус)
- 8. СС коњички корпус - планиран 1945, али није формиран
- 9. оружани Планински корпус СС (хрватски)
- 10. СС корпус - састављен од расформираног 14. СС корпуса
- 11. СС тенковски корпус
- 12. СС корпус
- 13. СС Арми корпус
- 14. СС корпус види горе (10. СС корпус)
- 15. СС козачки коњички корпус
- 16. СС корпус
- 17. Ваффен корпус оф СС (мађарски)
- 18. СС корпус
- Српски Добровољачки Корпус (абзорбиран 1944)

## Вафен-СС дивизије
- 1. СС оклопна дивизија „Телесна гарда Адолфа Хитлера“
- 2. СС оклопна дивизија „Рајх“
- 3. СС оклопна дивизија „Мртвачка глава“
- 4. СС полицијска панцергренадирска дивизија
- 5. СС оклопна дивизија „Викинг“
- 6. СС брдска дивизија „Север“
- 7. СС добровољачка брдска дивизија „Принц Еуген“
- 8. СС коњичка дивизија „Флоријан Гајер“
- 9. СС оклопна дивизија „Хоенштауфен“
- 10. СС оклопна дивизија „Фрундсберг“
- 11. СС добровољачка оклопна гренадирска дивизија „Нордланд“
- 12. СС оклопна дивизија „Хитлерјугенд“
- 13. СС брдска дивизија „Ханџар“ (1. хрватска)
- 14. СС гренадирска дивизија (1. украјинска)
- 15. СС гренадирска дивизија (1. летонска)
- 16. СС панцергренадирска дивизија „СС рајхсфирер“
- 17. СС панцергренадирска дивизија „Гоц фон Берлишинген“
- 18. СС добровољачка панцергренадирска дивизија „Хорст Весел“
- 19. СС гренадирска дивизија (2. летонска)
- 20. СС панцергренадирска дивизија (1. естонска)
- 21. СС брдска дивизија Скендербег (1. албанска)
- 22. СС добровољачка коњичка дивизија „Марија Терезија“
- 23. СС брдска дивизија Кама (2. хрватска) (никад формирана)
- 23. СС оклопна гренадирска дивизија Недерланд (1. холандска)
- 24. СС брдска дивизија „Карстјегер“
- 25. СС гренадирска дивизија „Хуњади“ (1. мађарска)
- 26. СС гренадирска дивизија „Хунгариа“ (2. мађарска)
- 27. СС добровољачка гренадирска дивизија „Лангемарк“ (1. фламанска)
- 28. СС добровољачка гренадирска дивизија „Валонци“
- 29. СС гренадирска дивизија "РОНА" (у преводу са руском Руска Народна Ослободилачка Армија) (1. руска)
- 29. СС гренадирска дивизија (1. италијанска) (1. руска је била распуштена у ово време)
- 30. СС гренадирска дивизија (2. руска)
- 31. СС добровољачка гренадирска дивизија
- 32. СС добровољачка гренадирска дивизија „30. јануар“
- 33. СС коњичка дивизија (3. мађарска)
- 33. СС гренадирска дивизија „Шарлемањ“ (1. француска)
- 34. СС добровољачка гренадирска дивизија „Ландштурм Недерланд“
- 35. СС полицијска гренадирска дивизија
- 36. СС гренадирска дивизија
- 37. СС добровољачка коњичка дивизија „Лицов“
- 38. СС гренадирска дивизија „Нибелунзи“

## Друге јединице
- СС гренадирски пук (1. Румунски)[4]
- СС гренадирски пук (1. Бугарски)
- Српски добровољачки корпус (абзорбиран 1944)
- XV козачки коњички корпус (абзорбиран 1944)
- Слободна индијска легија (абзорбиран 1944)
- Британски добровољачки корпус
- Легија белог орла
- 1. београдски специјални борбени одред Гестапоа

| Држава порекла       | Број                | Народност                                |
| -------------------- | ------------------- | ---------------------------------------- |
| Албанија             | 3000                | Албанци                                  |
| Белгија              | 23 000              | Фламанци                                 |
| Белгија              | 15 000              | Валонци                                  |
| Уједињено Краљевство | 50                  | Енглези                                  |
| Бугарска             | 200-1000 (?)        | Бугари                                   |
| НДХ                  | 31.000              | Хрвати, Бошњаци, Албанци                 |
| Данска               | 10.000              | Данци                                    |
| Индија               | 3500                | Хиндуси                                  |
| Естонија             | 20.000              | Естонци                                  |
| Финска               | 1000                | Финци                                    |
| Мађарска             | 15 000 (?)          | Мађари                                   |
| Летонија             | 39 000              | Летонци                                  |
| Холандија            | 50.000              | Холанђани                                |
| Норвешка             | 6000                | Норвежани                                |
| Француска            | 8000                | Французи                                 |
| Италија              | 20.000              | Италијани                                |
| Пољска (Галиција)    | 25 700              | Украјинци, Пољаци                        |
| СССР                 | 12 000              | Руси, Белоруси                           |
| СССР                 | 40.000 - 50.000 (?) | Козаци                                   |
| СССР                 | 8000                | Татари, Туркмени, Киргизи, Узбеци        |
| Румунија             | 3000                | Румуни                                   |
| Србија               | 24,000              | Немци, Албанци, Срби (након абзорбације) |
| Шпанија              | 200-1000 (?)        | Шпанци                                   |
| Шведска              | 100-130             | Швеђани                                  |
| Швајцарска           | 700-800             | Швајцарци                                |

## Ратни злочини
Посебна организација Општи СС је била одговорна за управљање логорима смрти. Многи њени чланови, као и чланови СС-тотенкопффербенди су чинили језгро 3. СС дивизије Мртвачка глава. Током Нирнбершских процеса, Вафен-СС је проглашена за злочиначку организацију, осим регрута регрутованих од 1943. који су изузети из те пресуде јер су били приморани да ступе у Вафен-СС. Многи чланови и јединице Вафен-СС су биле одговорни за ратне злочине против цивила и савезничких војника. Послератна немачка влада третира СС као злочиначку организацију, због бројних доказа о умешаности у ратне злочине.